# Distrito de Laufen
El distrito de Laufen (en alemán Bezirk Laufen también conocido como Laufental, en francés district du Laufon o Laufonais) es uno de los cinco distritos del cantón de Basilea-Campiña. Tiene una superficie de 89,55 km². La capital del distrito es la comuna de Laufen.

## Geografía
El distrito de Laufen limita al norte y este con el distrito de Dorneck (SO), al noreste con Arlesheim, al sur y noroeste con Thierstein (SO), al suroeste con Delémont (JU), y al noroeste con el departamento del Alto Rin (FRA-A).

## Historia
Bailía desde el siglo XV hasta 1792, desde 1459 parte de la señoría o bailía de Zwingen, dependiente del Obispado de Basilea, cantón francés de 1793 a 1814, distrito bernés de 1846 a 1993, y distrito del cantón de Basilea-Campiña desde 1994. La bailía y la jurisdicción de Laufen englobaba la ciudad de Laufen, los pueblos de Liesberg y Bärschwil (hasta 1527) y los habitantes de Röschenz y Wahlen. 
En 1792 y 1793, la bailía de Laufen formó parte de la República Rauraciana, anexada al departamento francés del Mont-Terrible en 1793. El cantón de Laufen englobaba las comunas de la antigua bailía de Zwingen, además de la comuna de Burg; en 1800 fueron agregadas las comunas del cantón de Reinach, y todo fue anexado el departamento del Alto Rin. El Laufental, junto con el resto del antiguo obispado de Basilea, pasó al cantón de Berna en 1815; las comunas de la antigua bailía de Zwingen, así como Duggingen, Grellingen y Burg fueron anexadas al distrito de Delémont. En 1846, el Laufental fue elevado a distrito, con la ciudad de Laufen como capital; la comuna de Roggenburg fue agregada en 1976.
El Laufental o valle del Laufen, heredero de la fe católica del obispado de Basilea, tuvo grandes dificultades para integrarse en el cantón de Berna mayoritariamente protestante. Las tensiones fueron evidentes durante las dos mayores crisis político-religiosas, la primera causada por los artículos de Baden en 1836, y la segunda conocida como el Kulturkampf (1873-1880). En el ámbito religioso, las comunas jurasianas católicas y el Laufental se sentían cercanas, pero a nivel político, el Laufental no pretendía separarse en el siglo XIX del cantón de Berna. De 1821 a 1846, los habitantes del Laufental ejercieron cierta presión sobre el gobierno bernés para que les diera mayor autonomía, creando un nuevo distrito, ya que se sentían mal representados en el distrito de Delémont, mayoritariamente francófono.
El partido mayoritario de Laufen era el de los católicos conservadores (desde 1970 Partido Demócrata Cristiano) que era insignificante a nivel cantonal, por lo que el distrito estaba poco representado a nivel cantonal. A nivel económico, geográfico y cultural, el distrito se fue acercando cada vez más a la zona de influencia de la ciudad de Basilea. En 1970 una modificación de la constitución cantonal bernesa concedió a las  comunas del Jura bernés y el Laufental el derecho de decidir por sí mismas. Una parte del Jura bernés votó en 1974 a favor de la creación de un cantón del Jura, en el cual el Laufental rehusó formar parte en 1975; entonces, el Laufental podía decidir seguir en el cantón de Berna o agregarse a uno de los cantones vecinos (Basilea-Ciudad, Basilea-Campiña o Soleura). En 1976 una comisión de distrito fue elegida para proceder a las negociaciones preliminares sobre el futuro del Laufental. Tras los dos votos preliminares organizados en 1980, que ofrecía la posibilidad de pasar a los tres cantones vecinos, la población se decidió por el cantón de Basilea-Campiña. Pero tras efectuarse el escrutinio en 1983, la mayoría decidió quedarse en el cantón de Berna; el resultado fue invalidado por el Tribunal federal, ya que Berna había influenciado la decisión con fondos públicos (asunto de las cajas negras). La votación fue repetida en 1989, esta vez el Laufental se decidió por separase de Berna. La decisión fue confirmada por el voto del cantón de Basilea-Campiña en 1991, y a nivel federal por el voto del pueblo y los cantones en 1993 (referendo con mayoría doble). La adhesión es efectiva desde el 1 de enero de 1994.

## Comunas
| Distrito de Laufen | Distrito de Laufen     | Distrito de Laufen |
| Comunas            | Población (31.12.2014) | Superficie km²     |
| ------------------ | ---------------------- | ------------------ |
| Blauen             | 709                    | 7.13               |
| Brislach           | 1611                   | 9.39               |
| Burg im Leimental  | 265                    | 2.83               |
| Dittingen          | 752                    | 6.75               |
| Duggingen          | 1470                   | 5.86               |
| Grellingen         | 1810                   | 3.31               |
| Laufen             | 5491                   | 11.37              |
| Liesberg           | 1162                   | 12.49              |
| Nenzlingen         | 417                    | 3.66               |
| Roggenburg         | 291                    | 6.65               |
| Röschenz           | 1840                   | 10.07              |
| Wahlen bei Laufen  | 1408                   | 5.42               |
| Zwingen            | 2242                   | 4.62               |
| Total (13)         | 19 468                 | 89.55              |